# Pressão litostática

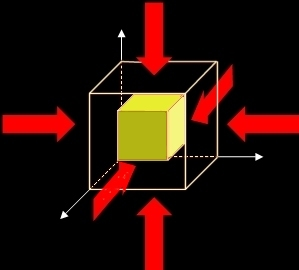
Comportamento da pressão litostática segundo a teoria de Heim: age em todas as direcções e provoca uma redução dos volumes sem deformação das rochas

Pressão litostática (em grego:  λίθος, lithos; "rocha", "rochoso"), por vezes designada por pressão de confinamento, é a pressão exercida pelo peso da coluna de rocha sobre os materiais geológicos subjacentes. Este conceito apresenta paralelismo com o o conceito equivalente de pressão hidrostática em hidrodinâmica.

## Descrição
Habitualmente esta pressão é denotada como {\displaystyle s_{v}}, {\displaystyle \sigma _{v}} ou {\displaystyle \sigma _{z}} nas três direcções dos eixos do elipsóide das tensões. A cada profundidade, é possível individualizar no subsolo um qualquer ponto sujeito à pressão resultante do peso das rochas de recobrimento, decompor a tensão resultante ao longo de um conjunto de três eixos perpendiculares entre si e construir o correspondente elipsóide de tensões. Nesse elipsóide é possível fazer os eixos coincidir, respectivamente, com a direcção da máxima tensão, de mínima tensão e de tensão intermédia. Em áreas tectonicamente estáveis ou em regime de tectónica distensiva, o eixo principal deste elipsóide é orientado verticalmente e corresponde, em sentido e valor, à pressão litostática.
Admitindo essas premissas:
{\displaystyle p_{l}(z)=p_{litostatica}(z)=\sigma (z)={\frac {|{\vec {F}}_{\perp }|}{A}}\ =z\cdot \rho \cdot {\vec {g}}}
Tendo em conta a lei de Stevin, a pressão litostática {\displaystyle s_{v}} à profundidade z é calculada pela seguinte relação:
{\displaystyle p_{l}(z)={\vec {g}}\int _{0}^{z}\rho (z)\,{\mathrm {d} z}}
onde:
{\displaystyle \!\ p} → pressão
{\displaystyle \!\ z} → profundidade
{\displaystyle \!\ \sigma } → tensão mecânica
{\displaystyle {\vec {F}}} → força
{\displaystyle \!\ A} → área
{\displaystyle \!\ \rho } → densidade da rocha à profundidade z
{\displaystyle {\vec {g}}} → aceleração da gravidade
{\displaystyle p_{0}} → pressão ao nível de referência, na maior parte das aplicações considerada como a pressão atmosférica à superfície.
Ao derivar a equação acima, é assumido que a aceleração da gravidade g é constante ao longo de z, dado que é colocada fora do integral. Na realidade, g é uma função (não constante) de z e deveria aparecer dentro do integral. Mas como g varia pouco ao longo de profundidades que sejam muito pequenas comparadas com o raio da Terra, na prática é colocada fora do integral para a maioria das aplicações sub-superficiais que requeiram a avaliação da pressão litostática. Em aplicações de geofísica e geodinâmica das regiões profundas da Terra, a aceleração gravitacional varia significativamente com a profundidade e g não pode ser assumida como constante.
A unidade de medida aplicada à pressão mais utilizada em geologia é o bar (1 bar = 0,9869 atmosferas), ou o seu múltiplo kilobar (kbar), mas no âmbito de diversas aplicações são usados outras unidades do CGS, sendo frequentes as referências a kgf/cm² ou psi. Contudo é crescente o uso do megapascal (MPa) e das unidades derivadas do sistema internacional de unidades (SI).
Para efeitos do cômputo expedito do valor aproximado da pressão litostática ({\displaystyle P_{l}}) a uma dada profundidade pode ser calculado com a equação simplificada:
{\displaystyle P_{l}=\rho gZ}
onde ρ é a densidade média das rochas constituintes da coluna de rochas de recobrimento; g = aceleração da gravidade; Z = altura da coluna de rochas.
Numerosas medições da tensão vertical em minas, galerias e outras aplicações geotécnicas, engenharia de fundações ou de investigação científica no solo confirmaram a validade geral da equação acima no que respeita à evolução da pressão medida ao longo da vertical, com algumas excepções, principalmente nas medições feitas junto à superfície.
Pelo contrário, não é simples determinar experimentalmente e estimar o valor das tensões horizontais numa profundidade z. Por convenção e simplicidade de análise este problema é abordado considerando a relação {\displaystyle k} entra a média das tensões horizontais e a tensão vertical, utilizando a seguinte equação:
{\displaystyle {\frac {(\sigma _{H}+\sigma _{h})}{2}}=\sigma _{\bar {H}}=K\sigma _{v}=Kp(z)}
na qual
{\displaystyle K={\frac {\sigma _{\bar {H}}}{\sigma _{v}}}}
onde {\displaystyle \sigma _{H}} e {\displaystyle \sigma _{h}} são, respectivamente, a maior e a menor das tensões horizontais, {\displaystyle \sigma _{\bar {H}}} a tensão horizontal média e {\displaystyle K} é o designado coeficiente de tensão lateral.
Em 1952 o geólogo austríaco Karl von Terzaghi, tendo em consideração as condições da massa rochosa, considerando-a como uma massa submetida a uma carga (o peso) sem que lhe seja permitida a deformação lateral (por expansão) em resultado da correspondente carga vertical, sugeriu que o valor do parâmetro {\displaystyle k} fosse independente da profundidade, mas função do módulo de Poisson, específico por isso da rocha presente à profundidade {\displaystyle z}, segundo a equação: 
{\displaystyle k={\frac {\nu }{1-\nu }}}
Nas rochas consolidadas geralmente os valores do módulo de Poisson variam entre 0,2 e 0,3, pelo que {\displaystyle k} variaria entre 0,25 e 0,43. Esta equação considera o comportamento da massa rochosa como similar ao comportamento de um material elástico, não considerando o contributo das tensões tectónicas para o valor das pressões horizontais. Apesar de ser frequentemente utilizado para uma primeira estimativa do máximo do elipsóide  dos esforços, assumindo a igualdade das tensões ao longos dos eixos x e y, décadas de medições mostram que essas estimativa nem sempre é precisa. Os valores medidos de {\displaystyle k} são frequentemente maiores que os teóricos a baixa profundidade e decrescem com o aprofundamento, seguindo uma métrica que para cada profundidade coloca {\displaystyle k} no seguinte intervalo: 100/z + 0.3 < {\displaystyle k} < 1500/z +0.5.

## Teoria de Heim
Em 1878 o geólogo suíço Albert Heim publicou um estudo sobre os mecanismos da orogenia], considerado um marco basilar do estudo da distribuição das pressões no subsolo, no qual apresenta uma hipótese sobre a deformação das rochas, sugerindo que as tensões litostáticas, no decurso do tempo geológico, apresentavam um comportamento do tipo viscoelástico devido à deformação viscosa (fluência) das rochas, conferindo assim um carácter hidrostático à pressão litostática.
Na elaboração da hipótese de comportamento viscoelástico das massas rochosa, Albert Heim tomou como base una hipotética coluna de rocha, para a qual existiria uma altura máxima teórica {\displaystyle h}, acima da qual a sua base colapsaria, esmagada pelo peso da das rochas que constituintes da coluna, o qual excederia a resistência da rocha. A altura {\displaystyle h} é variável, dependendo das características mecânicas de cada tipo de rocha, mas para qualquer das rochas conhecidas não permitiria alcançar os 10 000 metros.
Com base nessa coluna hipotética, Albert Heim considerou que a massa de rocha que constitui a Terra pode ser considerado como composta por múltiplas colunas de rocha adjacentes, que se estendem em direcção ao centro da Terra, cada uma com altura obviamente superior a {\displaystyle h}. No entanto, apesar de excedida a altura de colapso, cada coluna não se quebra em profundidade sob o seu próprio peso, pois está confinada lateralmente no seu espaço pelas outras colunas, num sistema de mútuo suporte.
Nas condições atrás apontadas, existiria uma condição de equilíbrio estático, com a massa rochosa em condições de repouso. Se esta condição for perturbada, por hipótese pela remoção de uma coluna, ou de uma parte significativa dela, seria criado um vazio que tenderia a ser colmatado pelo fluir da rocha de todas as colunas circundantes desse vazio. Essas colunas colapsariam, tanto quanto o necessário para repor a condição de equilíbrio. Nestas condições, e neste sentido especificamente, a pressão litostática no subsolo, agindo em todas as direcções, comportar-se-ia como uma pressão hidrostática. Nesse caso, a diferença em relação ao comportamento dos líquidos é devida à diferença em viscosidade e resistência ao corte entre líquidos e rochas, fazendo com que os deslocamentos das massas rochosas ocorram à escala do tempo geológico e sejam imperceptíveis aos sentidos humanos.
A experiência acumulada permite afirmar que esta teoria fornece uma boa aproximação, comprovada em aplicações de engenharia de minas pelo comportamento de rochas com elevada ductilidade como os evaporitos e os carvões, e está parcialmente de acordo com a observação que o coeficiente de tensão lateral, atrás discutido, frequentemente tende para o valor unitário para profundidades superiores ao quilómetro, ou seja para {\displaystyle k} = 1.
A aceitação da aproximação {\displaystyle k} = 1 implica que {\displaystyle \nu =0,5}, ou seja que a rocha no subsolo não ofereça resistência às deformações laterais, comportando-se à escala temporal geológica como um fluido. Essas condições são geralmente aceites e usadas em algumas áreas das Ciências da Terra, que não requerem o uso do elipsóide de esforços, tais como a petrologia. Por outro lado, em disciplinas que requerem avaliações quantitativas orientada para a tensão no interior da Terra, como a engenharia civil, a engenharia de minas, a análise de geologia estrutural e a geomecânica, é apenas considerado como um simples modelo de referência. Estudiosos da geomecânica aventam a hipótese de que esta anisotropia pode existir, pelo menos, até aos 50 km na crosta terrestre, com valores de pressão de cerca de 20 000 psi.

## Gradiente geobárico
Enquanto o aumento da pressão hidrostática com o aumento da profundidade numa coluna de água é de 1 bar por cada 10 m de profundidade, o aumento em camadas de rocha é aproximadamente 3 vezes esse valor. As condições exactas dependem, principalmente, da densidade da rocha que na crosta terrestre varia entre 2,0 e 3,3 g/cm³ (em sedimentos cerca de 2 g/cm³, granito e calcário cerca de 2,7 g/cm³ e gabro 3,3 g/cm³).
As rochas do manto superior são ainda mais compactas e densas (por exemplo as olivina 3,3-4 g/cm³, sendo que sob pressões muito altas, podem atingir 5 g/cm³). Nessas circunstâncias, a determinação exacta do gradiente geobárico e das pressões internas é das tarefas mais difíceis da sismologia e geofísica aplicadas.
Na transição entre o manto superior e inferior da Terra, a cerca de 700 km de profundidade, a pressão é cerca de 25 GPa, o que corresponde a 250 000 vezes a pressão atmosférica à superfície do planeta.
Admitindo que a crusta é essencialmente constituída por granito e o manto superior por gabro, o gradiente geobárico médio corresponderá a cerca de 270 bar/km na crosta e a 330 bar/km no manto.
O incremento da pressão com a profundidade produz: (1) diminuição da porosidade da rocha; e (2) libertação da água das reacções metamórficas.
A pressão da fase fluida ({\displaystyle P_{f}}) desempenha um importante papel no processo metamórfico. Essa pressão corresponde à pressão exercida pelos fluidos presentes nos poros e ao longo das faces dos cristais constituintes das rochas. A pressão desses fluidos, contudo, não é sempre a pressão litostática, podendo diferir significativamente desta. Contudo, nas regiões mais profundas da crusta, a permeabilidade da rocha é muito baixa e os fluidos intersticiais não estão, por qualquer forma, em ligação com a superfície. Nessas circunstâncias, é lícito assumir que a pressão  pressão da fase fluida ({\displaystyle P_{f}}) é igual à pressão litostática ({\displaystyle P_{l}}), ou seja que para todos os efeitos práticos:
{\displaystyle P_{f}} = {\displaystyle P_{l}}
Verificando-se a igualdade entre a pressão litostática e a pressão da fase fluida, é pressão no interior da formação rochosa é exercida em todas as direcções com igual intensidade, características idênticas aquelas pressões que agem sobre um corpo imerso em água (pressão hidrostática). Aceitando essa premissa, essa pressão determina uma redução dos volumes sem deformações, pois são as pressões orientadas (ou direccionais) que favorecem a deformação dos materiais.
A pressão litostática é determinante nos processos metamórficos e diagenéticos, enquanto que tem bem menos importância nos processos de consolidação e diferenciação magmática, nos quais é determinante a influência de parâmetros como a temperatura e a pressão parcial dos materiais voláteis.
A pressão litostática presente à profundidade em que ocorrem os processos magmáticos intrusivos (dezenas de quilómetros de profundidade) é certamente muito grande (1000-2000 bar), mas no entanto não é o único parâmetro concorrente para a realização dos processos de segregação magmática, assimilação ou diferenciação gravitacional e todos os processos que determinam o produto magmático final e a futura rocha.